# Битка код Кресија
Битка код Кресија се одиграла 26. августа 1346. године надомак Кресија у северној Француској и представља једну од најважнијих битака Стогодишњег рата. Комбинација новог оружја и тактике је нагнала многе историчаре да ову битку означе као почетак краја ере витезова.

## Значај
Битка код Кресија се одиграла између енглеске војске (око дванаест хиљада људи) под заповедништвом Едварда III и знатно бројчано надмоћнијих француских снага (између тридесет и четрдесет хиљада људи) Филипа VI. Убедљива победа Енглеза је резултат ефикасније тактике и бољег наоружања показујући успех модерног војног концепта ватреног оружја и његове важности у добијању битака. У бици је показана ефикасност велшког дугог лука (коришћеног од стране великог броја енглеских стрелаца) у односу на катастрофалан неуспех тешко оклопљених француских коњаника. Иако је конвенционално ратовање предвиђало да ће стрелци имати слаб учинак у борби против оклопљених јединица које би, по правилу, требало да десеткују стрелце када им приђу, код Кресија, а касније и код Азенкура, епилог је био сасвим супротан.
У овом случају, француски витезови су се потпуно изморили пре него што су чак и стигли до непријатеља; наиме, јуриш је отпочео кроз влажну равницу где су се витезови значајно успорили у блату, да би се завршио галопом узбрдо и фронталним нападом на енглеске стрелце, док је смртоносна киша стрела засипала нападаче. Енглески стрелци су користили бодкин стреле. Резултат је био тај да је под баражима стрељива погинула трећина француског племства (ова цифра варира од извора до извора и не треба се узимати здраво за готово).
Из овога би се могао извући закључак, и то погрешан, да су плочасти оклопи које су носили француски коњаници били слаби - то није било тачно. Већина коњаника је била избацивана из акције тако што би им коњи, који су били значајно мање оклопљени и то само са предње и задње стране, били убијани. Витезови би морали да наставе јуриш пешке, што би их првенствено успорило, а затим и изложило још већем броју напада са даљине. Све ово је узрок за покољ француских ритера.
Многи историчари виде ову битку као „крај витештва“. Наиме, за време битке, многи заробљеници и рањеници су били убијани, што се противило витешком коду ратовања. Такође, коњица је изгубила свој примат над пешадијом која је, очигледно, могла да је победи.

## Повод за битку
Прва већа битка Стогодишњег рата је била битка код Слија 23. јуна 1340. године. У годинама које су уследиле, Едвард је покушао да изврши инвазију на Француску кроз Фландрију али није успео због лошег стања краљевског буџета, као и неизвесних савеза. Шест година касније испланирана је друга маршрута - напад је ишао преко Нормандије. Едвард је однео победе код Кана и касније у бици код Бланштака. План Француза да се енглеске снаге зауставе између река Соме и Сене није успео. Бег Енглеза из ове замке је резултовао битком код Кресија, другом великом битком Стогодишњег рата.

## Положај Енглеза
Поучен успехом такве стратегије у борби са Шкотском, Едвард III је поставио своје снаге на раван терен при чему су бокове његове армије штитиле природне препреке - непроходно жбуње и шумарци. Сам Едвард је са својим витезовима и послугом био ситуиран на малом брду код ветрењаче у позадини, одакле је могао да контролише ток битке.
Како је овакав положај био изразито дефанзиван, енглески краљ наређује да коњаници сјашу, те да се сви боре као пешаци. Војска је била подељена у три групе; једном од њих је командовао шеснаестогодишњи краљев син Едвард Црни Принц. Главно оружје енглеске војске, дуголуки стрелци, били су распоређени у „V“ формацију на врху брда. Док су чекали на распоред и напад Француза, Енглези су ископали систем ровова и јарака да би отежали прилаз противничкој коњици.

## Ток битке
Француска војска, под заповедништвом Филипа VI, је била прилично неорганизована захваљујући превеликом самопоуздању већег дела његових витезова. Француски краљ је одлучио да постави ђеновљанске плаћенике са самострелима у први ред, док би коњица била одмах иза. Француски хроничар Фроасар овако описује битку:
„Енглези, који беху распоређени у три одреда и сеђаху на својим положајима, кад видеше непријатеље своје како напредују, смело усташе и у бојни ред стадоше... И знати морате да ови краљеви, ерлови, барони и остали лордови француски не напредоваху у бојном поретку... Ту би око петнаест хиљада ђеновљанских самострелаца; али они беху заморени, јер мораху да тај дан пешаче шест лига, под пуном опремом и са својим самострелима. Они рекоше констаблу да тог дана нису спремни ни на каква велика дела; тад рече гроф од Аленсона: ‘То и добисмо кад такве јаднике у своју узимамо војну, јер они неће успети кад год нам затребају’.“
Први напад је уследио од стране Ђеновљана који су бомбардовали енглеске положаје у нади да ће донекле разбити бојни ред Енглеза и уплашити њихову пешадију. Овај напад је пропраћен и звуцима разних инструмената које је Филип VI наредио да се донесу, такође са циљем застрашивања непријатеља. Међутим, ефекта није било ни изблиза у оној мери коју је Француски краљ очекивао. Наиме, самострелци су могли да у току минута испале стреле три до пет пута, док би енглески дуголуки стрелци за исто време лансирали три до четири пута више баража. Такође, многи самострели су били оштећени влагом, те нису могли да раде. Енглески војници су ово избегли тако што су једноставно скидали тетиве са својих лукова и чували их на сувом месту док се време не побољша. Оно што је додатно деморалисало Ђеновљане је то што нису имали своје пависе (врста штитова). Након извесног времена самострелци су, уз значајне губитке, кренули да се повлаче. Многи су били посечени чак и од стране француских витезова који су проценили повлачење Ђеновљана као кукавичко. По Фроасару, Филип VI је наредио покољ плаћеника. За то време, Енглези настављају са паљбом док велшки и корнволски пешадинци напредују. Многи француски витезови су тада погинули.
Видевши неуспех ђеновљанских плаћеника, француска коњица је похрлила напред, организована у бојне редове. Међутим, уређен напад је био онемогућен претходно направљеним препрекама - рововима и јарковима, као и самим нагибом терена. Док су француски витезови јуришали, енглески стрелци су сејали смрт по нападачима. Ниједан од чак шеснаест напада оклопљених витезова није успео да разбије енглеске редове. У једном тренутку, одред Едварда Црног Принца је био нападнут. Његов отац, Едвард III, одбио је да му пошаље помоћ. Касније је објаснио да је желео да „подстакне свог сина на бој“. У сваком случају, Црни Принц се показао и доказао као одличан војник.
Када је пало вече, Филип VI, и сам рањен, наредио је повлачење. Креси је био катастрофалан и понижавајући пораз за Французе.

## Жртве
Жртве су биле огромне:
- Француски и ђеновљански губици се процењују на десет до тридесет хиљада. Највероватнија цифра је дванаест хиљада. Од овог броја, дванаест је било племића и хиљаду и две стотине витезова.
- Енглески губици су бројали око сто педесет до двеста људи.

Обе процене су нереалистичне и крајње непоуздане.
Међу погинулима су били следећи племићи:
- Шарл II, гроф Аленсона, брат Филипа VI (рођен 1297)
- Јован Слепи, гроф Луксембурга и краљ Чешке (рођен 1296)
- Луј I, гроф Фландрије (рођен 1304)
- Рудолф, војвода од Лорене (рођен 1320)

## Последице
Након што су Французи напустили бојно поље, Енглези су проверавали рањене јер су желели да виде ко је вредан тога да буде касније откупљен. Они витезови који би били претешко рањени су били убијани са misericordias (давачи милости) - дугим бодежима. Ово ни у ком случају није било по витешком коду, јер су витезови високог сталежа били убијани од стране сељака.
Ова битка представља успостављање војне надмоћи велшког лука над комбинацијом самострела и оклопљених коњаника. Последица је знатна промена начина ратовања, и то на дужи период времена. Након битке код Кресија, Едвард је наставио поход опсадом Калеа, који му се недуго затим и предао. Освајање Калеа је значило пад читаве Северне Француске под енглеску управу.
Следећа већа битка Стогодишњег рата је била битка код Поатјеа - такође пораз за Французе, под не тако другачијим условима него код Кресија.